# باتريك ميخائيل دوفي
باتريك ميخائيل دوفي (بالإنجليزية: Patrick Michael Duffy)‏ هو قاضي ومحامي أمريكي، ولد في 1943 في تشارلستون في الولايات المتحدة.